# (26935) Vireday
(26935) Vireday est un astéroïde de la ceinture principale.

## Description
(26935) Vireday est un astéroïde de la ceinture principale. Il fut découvert le 15 mars 1997 à Flagstaff USNO par Christian B. Luginbuhl. Il présente une orbite caractérisée par un demi-grand axe de 2,31 UA, une excentricité de 0,11 et une inclinaison de 7,9° par rapport à l'écliptique.

## Compléments